# Michelle Forbes
Michelle Forbes (ur. 8 stycznia 1965 w Austin) – aktorka amerykańska znana z ról w serialach telewizyjnych: Star Trek: Następne pokolenie (Ro Laren), Homicide: Life on the Street, 24 godziny oraz Battlestar Galactica. Podkładała także głos Judith Mossman w grze Half-Life 2.
W angielskim serialu Mesjasz zagrała głuchoniemą Susan Metcalfe. Do tej roli musiała się nauczyć brytyjskiego języka migowego. Występowała w drugim sezonie emitowanego przez telewizję HBO serialu Czysta krew. W 2016 zagrała w serialu Stacja Berlin.